# INNOCENCE (ACIDMANのアルバム)
『INNOCENCE』（イノセンス）は、ACIDMANの12枚目のスタジオ・アルバム。2021年10月27日にユニバーサルミュージックよりリリースされた。

## 概要
前作より3年10か月ぶりとなるアルバム。アルバム発売の約2か月前に全曲を披露するプレリリースツアーが行われた。

### 仕様
「通常盤」「初回限定盤」の2形態で発売。初回限定盤にはオンラインライブ「ACIDMAN ニューアルバム配信ライブ」の映像、収録曲4曲のミュージックビデオ及びレコーディングの様子などを追ったドキュメンタリーを収録したDVDが付属している。

## チャート成績
2021年11月8日付のオリコン週間ランキングでは初動4千枚を売り上げ、週間18位にランクインした。

## 楽曲について
- ALE
株式会社ALEが行っている事業「人工流れ星プロジェクト」に感銘を受けて作られた[3]。
- ファンファーレ
ファンから募集したコーラスが使用されている[4]。

## 収録曲
1. introduction
2. Visitor
3. 歪んだ光
4. Rebirth
配信限定シングル。
5. 灰色の街
28thシングル。
6. Link (instrumental)
7. ALE
8. 素晴らしき世界
9. 夜のために
10. innocence
11. ファンファーレ

## 収録内容
| 全作詞・作曲: 大木伸夫、全編曲: ACIDMAN（#6、編曲: 四家卯大）。 |                         |          |            |      |
| #                                                               | タイトル                | 作詞     | 作曲・編曲 | 時間 |
| 1.                                                              | 「introduction」        | 大木伸夫 | 大木伸夫   | 3:54 |
| 2.                                                              | 「Visitor」             | 大木伸夫 | 大木伸夫   | 3:10 |
| 3.                                                              | 「歪んだ光」            | 大木伸夫 | 大木伸夫   | 3:24 |
| 4.                                                              | 「Rebirth」             | 大木伸夫 | 大木伸夫   | 3:25 |
| 5.                                                              | 「灰色の街」            | 大木伸夫 | 大木伸夫   | 5:23 |
| 6.                                                              | 「Link (instrumental)」 | 大木伸夫 | 大木伸夫   | 2:28 |
| 7.                                                              | 「ALE」                 | 大木伸夫 | 大木伸夫   | 4:54 |
| 8.                                                              | 「素晴らしき世界」      | 大木伸夫 | 大木伸夫   | 4:43 |
| 9.                                                              | 「夜のために」          | 大木伸夫 | 大木伸夫   | 3:18 |
| 10.                                                             | 「innocence」           | 大木伸夫 | 大木伸夫   | 4:43 |
| 11.                                                             | 「ファンファーレ」      | 大木伸夫 | 大木伸夫   | 5:11 |
| 合計時間:                                                       | 合計時間:               | 44:33    |            |      |

| #  | タイトル                                          | 作詞 | 作曲・編曲 |
| -- | ------------------------------------------------- | ---- | ---------- |
| 1. | 「2021.5.21「ACIDMAN ニューアルバム配信ライブ」」 |      |            |
| 2. | 「灰色の街 (MUSIC VIDEO)」                        |      |            |
| 3. | 「Rebirth (MUSIC VIDEO)」                         |      |            |
| 4. | 「夜のために (MUSIC VIDEO)」                      |      |            |
| 5. | 「innocence (MUSIC VIDEO)」                       |      |            |
| 6. | 「Documentary 2019-2021」                         |      |            |